# Touriïsk
Turiisk (en ukrainien : Турійськ ; en polonais : Turzysk) est une commune urbaine de l'oblast de Volhynie, en Ukraine, et le siège administratif du raïon de Touriïsk. Sa population s'élevait à 5 812 habitants

## Histoire
Pendant la Seconde Guerre mondiale, Touriïsk est occupée par l'Allemagne nazie du 30 juin 1941 au 20 juillet 1944. Au cours de cette période, la population juive est d'abord contrainte à vivre dans un ghetto, puis assassinée lors d'une exécution de masse perpétrée une unité des Einsatzgruppen qui fait plus de 9 000 victimes,,